# Maria Apollonio
Maria Apollonio (ur. 13 czerwca 1919, zm. w 1990) – włoska lekkoatletka, sprinterka, medalistka mistrzostw Europy z 1938.
Zdobyła brązowy medal w sztafecie 4 × 100 metrów (w składzie: Maria Alfero, Apollonio, Rosetta Cattaneo i Italia Lucchini) na mistrzostwach Europy w 1938 w Wiedniu.